# یوزف اوروید
یوزف اوروید (لهستانی: Józef Orwid؛ ‏ ۱۴ نوامبر ۱۸۹۱ – ۱۳ اوت ۱۹۴۴) بازیگر اهل لهستان بود.
از فیلم‌ها یا برنامه‌های تلویزیونی که وی در آن نقش داشته‌است، می‌توان به جهنم، قلب مادر، جنگل جوان، همسایه‌ها، ۳۰ قیراط خوشبختی، همه مجاز به عشق ورزیدن هستند، نقاب زرین، روبرت و برترام و الفبای عشق اشاره کرد.